# John Hamilton
John Hamilton (3 de fevereiro de 1512 — Stirling, 6 de abril de 1571) foi um religioso e político escocês, que morreu executado por enforcamento.

## Vida
Aos 13 anos se tornou comendador da abadia de Paisley e viajou pela Europa, e se diz que então começou seu interesse pelo Luteranismo.
Em 1543 seu meio-irmão, o 2.° Conde de Arran, se tornou governador ou regente, e Hamilton voltou à Escócia, onde teve influência sobre o conde para fazer as pazes com o cardeal Beaton e seus aliados franceses. De 1543 a 1546 foi importante no governo, como Keeper of the Privy Seal e tesoureiro de 1545 a 1554.
Tornou-se bispo de Dunkeld em 1546 e em 1547 foi promovido a Bispo de Santo André. Como arcebispo, promoveu reformas que não alteraram fundamentalmente a estrutura da Igreja mas incluíram um código de legislação que visava a diminuir os abusos na Igreja, um catecismo que não mencionada o papado, fazendo concessões ao luteranismo. Terminou também de financiar a Universidade ou Colégio de Santa Maria, de Santo André. Tais medidas foram passadas nos conselhos da Igreja Escocesa de 1549, 1552 e 1559. As reformas porém não foram bastante para impedir a revolução de 1559-1560. Seu irmão, já duque de Chatelherault, se tornou importantíssimo entre os reformistas, mas Hamilton nem se decidia com vigor pelo catolicismo romano nem pela reformada Confissão da Fé. Continuou porém a dizer missa e, em 1563, chegou a ser preso durante certo tempo.
Oficiou no batismo de Jaime VI, Maria Stuart insistiu em que ele não usasse todos os ritos católicos. Suspeito de envolvimento nos assassinatos de Darnley e Moray depois da deposição de Maria, em 1567, contou entre seus partidários. Foi afinal capturado no castelo de Dumbarton e enforcado no de Stirling em 1571.